# Lina Olinda Pedraza Rodríguez
Lina Olinda Pedraza Rodríguez (Villa Clara, 16 de septiembre de 1955) es una política cubana que actualmente se desempeña como ministra de Finanzas y Precios.

## Educación y carrera
Pedraza tiene una licenciatura en Control Económico. Trabajó en Villa Clara dentro del sector bancario y en el Ministerio de Finanzas y Precios. Fue ministra de Auditoría y Control entre 2001 y 2006, año en que fue promovida a miembro del Secretariado y jefa del Departamento de Economía del Comité Central del Partido Comunista de Cuba. Es también diputada en la Asamblea Nacional del Poder Popular.